# جف کارتر (بازیکن فوتبال)
جف کارتر (انگلیسی: Geoff Carter; ۱۴ فوریهٔ ۱۹۴۳ – ۱۹ مارس ۲۰۱۸) بازیکن فوتبال اهل بریتانیا بود.
از باشگاه‌هایی که در آن بازی کرده‌است می‌توان به باشگاه فوتبال وست برومویچ آلبیون، باشگاه فوتبال بری، باشگاه فوتبال دارلاستون، و باشگاه فوتبال برادفورد سیتی اشاره کرد.